# India Eisley
India Joy Eisley, född 29 oktober 1993 i Los Angeles i Kalifornien, är en amerikansk skådespelerska. Hon är inom TV-branschen mest känd för spela rollen som bland annat Ashley Juergens i ABC Family-serien The Secret Life of the American Teenager (2008–2013), och Fauna Hodel i TNT-serien I Am the Night (2019). Bland hennes insatser i filmbranschen märks Underworld: Awakening (2012) och Look Away (2018).
India Eisley är dotter till den brittiska skådespelerskan Olivia Hussey och den amerikanske musikern David Glen Eisley. Hennes farfar var den amerikanske skådespelaren Anthony Eisley, medan hennes morfar var en argentinsk tangosångare vid namn Andrés Osuna (kallad Osvaldó Ribó). Hon har också två stycken halvbröder på modern Olivias sida, vilket är Alexander Martin och Maximillian "Max" Fuse, vars biologiska fäder är den amerikanske skådespelaren Dean Paul Martin (Alexander), och den japanske sångaren Akira Fuse (Maximillian).

## Filmografi (i urval)

### Filmer
- 2012 – Underworld: Awakening
- 2016 – The Curse of Sleeping Beauty
- 2016 – Amerigeddon
- 2016 – Underworld: Blood Wars (arkivbilder)
- 2017 – Clinical
- 2018 – Look Away
- 2021 – Every Breath You Take

### TV-serier
- 2008–2013 – The Secret Life of the American Teenager (TV-serie)
- 2019 – I Am the Night (TV-serie)